# 스위트롤
스위트롤(Sweet roll)은 달콤하게 구운, 빵효모로 발효시킨 아침 (식사) 또는 후식용 음식들을 말한다. 향신료, 견과류, 설탕에 절인 과일 등이 들어갈 수 있으며, 종종 글레이즈되거나 아이싱이 얹어진다. 일반 빵 반죽에 비해 스위트 롤 반죽은 일반적으로 설탕, 지방, 달걀, 효모 함량이 높다. 종종 둥근 모양이며, 한 번에 먹을 수 있을 만큼 작다. 이는 페이스트리와는 다른데, 페이스트리는 페이스트 같은 반죽물로 만들어진다. 또한 케이크와도 다르다. 케이크는 일반적으로 발효되지 않거나 화학적으로 발효된다. 그리고 도넛과도 다른데, 도넛은 튀겨진다.
냉장 보관하여 바로 구울 수 있는 스위트 롤 반죽은 식료품점에서 상업적으로 구매할 수 있다.
스위트 롤은 때때로 아이싱을 얹거나 달콤한 속재료를 포함하기도 한다. 일부 전통에서는 시나몬, 마지팬, 또는 설탕에 절인 과일과 같은 다른 종류의 속재료와 장식이 사용된다.

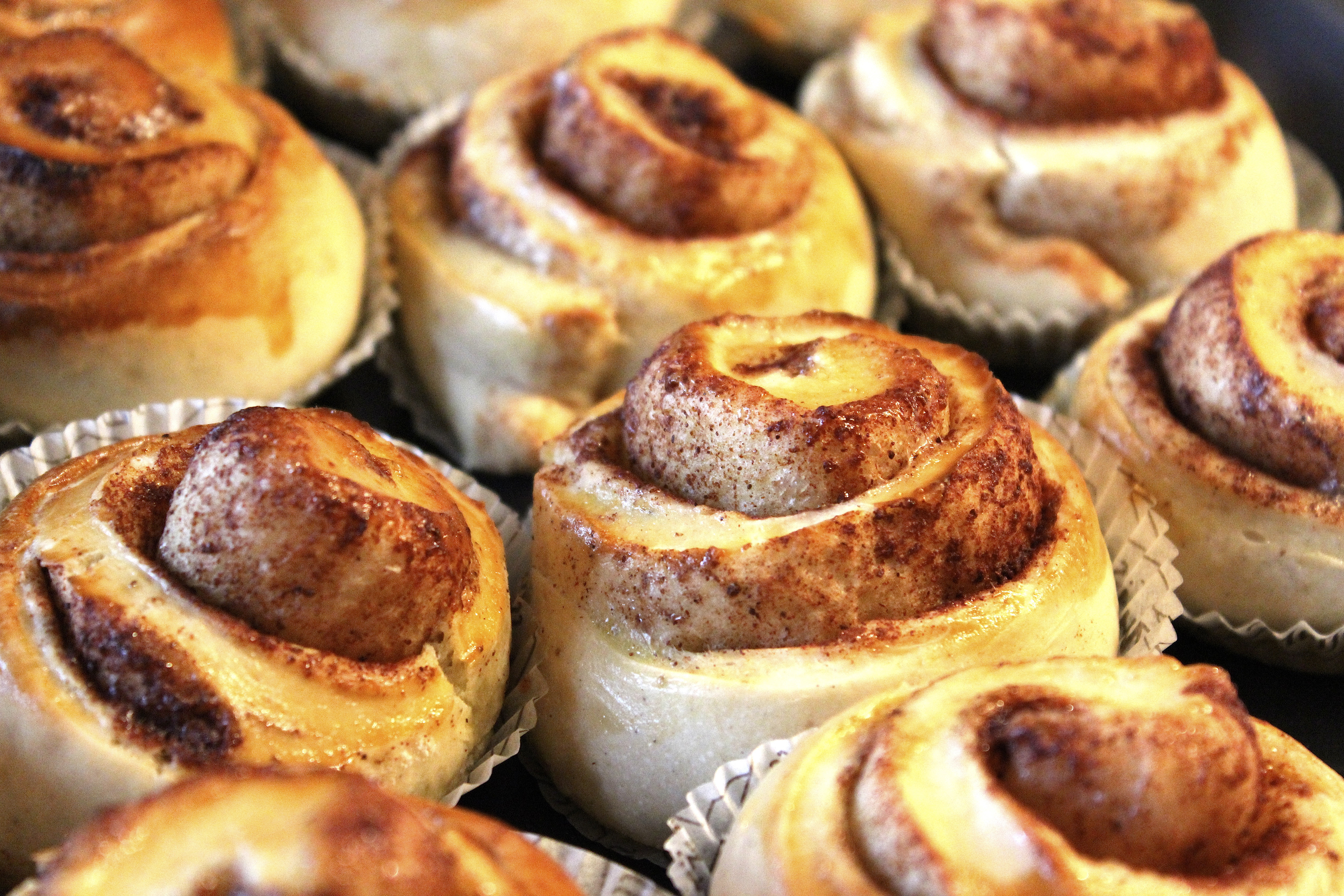
스웨덴의 시나몬 롤
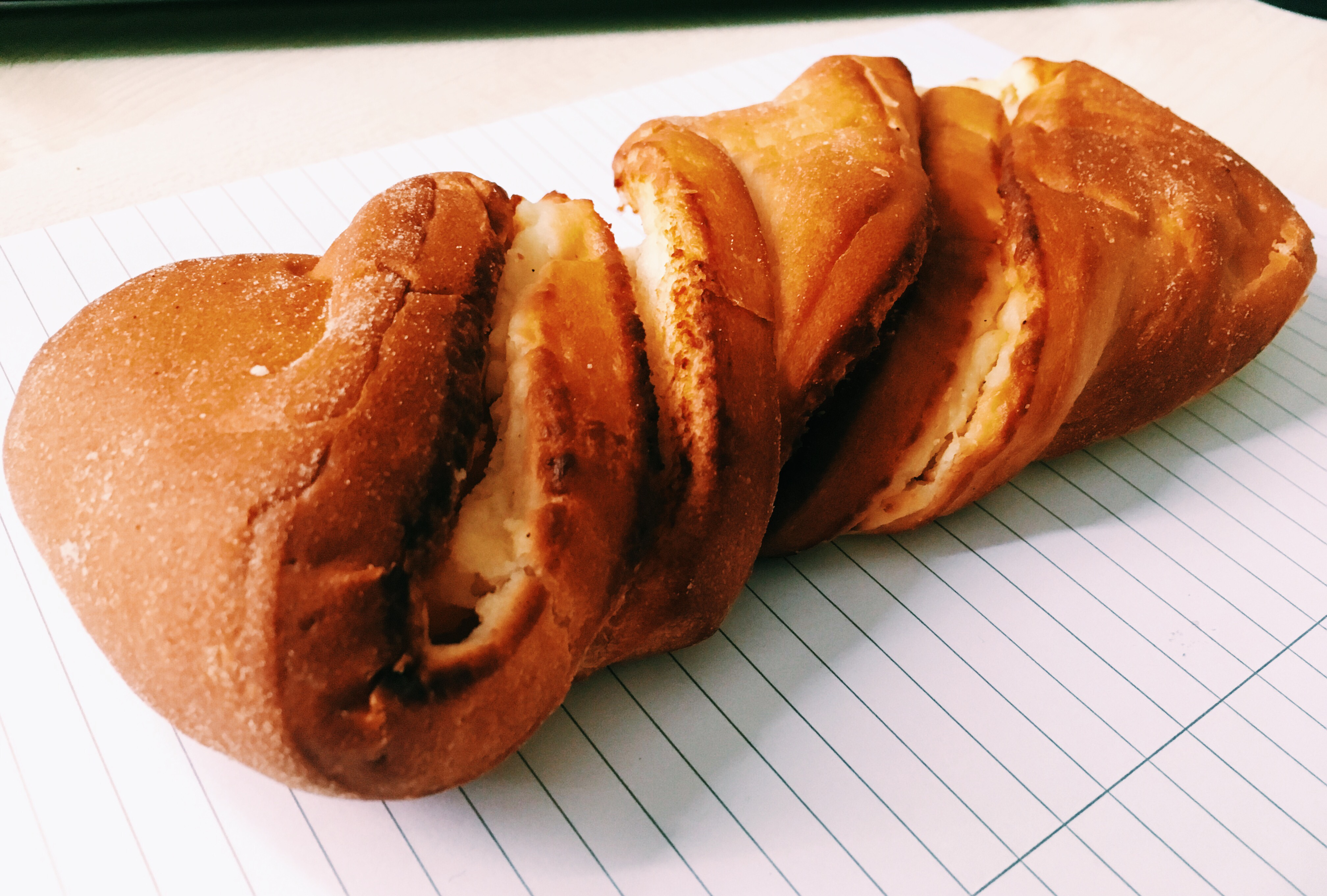
폴란드식 바르코츠 제제름(warkocz z serem)

## 같이 보기
- 스위트 브레드 목록
- Food 포털